# Julia Franzén
Julia Stefanie Liv Franzén, tidigare Johansson, född 30 juni 1990 i Lerums församling, Älvsborgs län, är en svensk TV-personlighet.

## Biografi
Julia Franzén är född och uppvuxen i Lerum och gick på Ester Mosessons gymnasium i Göteborg. Där har hon bland annat arbetat som servitris på Leif Mannerströms restaurang Sjömagasinet och senare som personlig tränare på ett gym. Tre år efter gymnasiet flyttade hon till Los Angeles för att arbeta ett år som au pair. Franzén flyttade sedan till Bergen där hon arbetade som hovmästare och tränade för att tävla i bikini fitness i Globen.
Under sommaren 2015 var Franzén i Spanien för att spela in realityserien Cirkus Magaluf som hade premiär i mars 2016 på TV3. År 2017 tävlade hon för Sverige i skönhetstävlingen Miss Universum.
Franzén medverkade i Robinson 2020, där hon tog sig till dag 40 innan hon åkte ut i finalveckan. År 2021 var Franzén den första bacheloretten i TV4s nya version av Bachelorette Sverige som sändes på Sjuan och TV4 Play.
År 2023 var Franzén programledare för Love Island Sverige. 25 augusti samma år hade hon och hennes partner Bingo Rimér realityprogram Bingo & Julia premiär på streamingtjänsten Amazon Prime.

### Privatliv
Sedan 2021 har Franzén haft ett förhållande med Bingo Rimér och 2023 förlovade de sig.

## TV-medverkan
- 2020 – Robinson 2020
- 2021 – Bachelorette Sverige
- 2023 – Love Island Sverige (programledare)
- 2023 – Bingo & Julia
- 2024 – Hela kändis-Sverige bakar – säsong 11
- 2024 – Kompani Svan